# Азовська флотилія (білогвардійська)
Азовська флотилія — тактичне з'єднання морських кораблів Чорноморського флоту Білої Армії, засноване з Азовського морського загону та кораблів Донської флотилії.

## Історія

### Азовський морський загін
1 березня 1919 р. у м. Таганрог білогвардійським командуванням приймається рішення заснувати у складі  Донської білогвардійської флотилії Азовський морський загін. Його метою стало очищення територіальних вод Азовського моря від більшовицьких кораблів і захист портів.

### Азовська флотилія
У квітні 1919 р. з Азовський морський загін був розширений до флотилії, але як і раніше, новий підрозділ входив у склад  Донської білогвардійської флотилії.
Згідно з наказом було визначено і оперативний склад флотилії:
1. 2-й дивізіон Річкових сил Півдня Росії
2. 3-й дивізіон Річкових сил Півдня Росії
3. 5-й дивізіон Річкових сил Півдня Росії
4. 8-й дивізіон Річкових сил Півдня Росії
5. 9-й дивізіон Річкових сил Півдня Росії

### Розформування
У травні 1919 р. флотилія передислокована на Дніпро. З неї утворено Верхньо-Дніпровську, Середньо-Дніпровську та Нижньо-Дніпровську флотилії.

## Судна флотилії
1. Флагманське судно «Пірнач» (колишня яхта «Колхіда)»
2. Канонерське судно «К-10»
3. Канонерське судно «К-12»
4. Буксир «Атаман Каледін» (колишня «Горгіппія»)
5. Криголам донських гирл.
6. 3 баржі з 6-ти дюймовими артилерійськими системами